# 许谢·斯滕赫伊斯
许谢·斯滕赫伊斯（荷蘭語：Guusje Steenhuis，1992年10月27日—），荷兰女子柔道运动员，2018年世界柔道锦标赛女子78公斤级银牌得主、2021年世界柔道锦标赛女子78公斤级铜牌得主、2023年世界柔道锦标赛女子78公斤级和混合团体铜牌得主。